# Гун Цзичжень
 Гун Цзичжень (*22 серпня 1792 — † 26 вересня 1841) — відомий китайський поет, мислитель та письменник часів династії Цін.

## Життєпис
Походив зі шляхетної родини. Народився у Цяньтані, де представники родини Гун протягом трьох поколінь займали посади у місцевих державних установах. Був сином Гун Лі, провінційного чиновника. У 1798 році родина перебирається до Пекіна. Втім не встигли тут облаштуватися, коли дійшла звістка про смерть діда Цзичженя. Тому вони повернулися до Цяньтаня. Лише у 1800 році зуміли знову переїхати до Пекіна. Тут Гун Цзичжень здобув класичну освіту. У 1811 році спробував скласти державний іспит, проте не здобув наукового ступеня. Після цього деякий час мешкав у Сучжоу в родині сестри. У 1813 та 1816 роках намагався домогтися більш значущих посад у Пекіні, але марно. Лише вдалий шлюб дав змогу Гун Цзинчженю сподіватися на просування кар'єрними шаблями. З 1818 року він працює на різних посадах імператорського уряду. У 1839 році йде у відставку, переїздить до Цяньтана, де 26 вересня 1841 року раптово помирає.

## Творчість
Був одним зі значущих поетів свого часу. Манера складання віршів доволі своєрідна. Він полюбляв рідкісні слова, що не зустрічаються в інших поетів, охоче користувався буддійською лексикою. Поетична мова його ускладнена, часто алегорична. Образ майже завжди будується на прихованих асоціаціях, на історичних натяках і порівняннях.
У його доробку близько 315 віршів, які увійшли до збірки «Різні вірші 1839 року». Одним з найбільш відомим є вірш «Пишу про бажання». У нього є виразні пейзажні мініатюри, вірші, що славлять пам'ятні місця («Храм Лунцзінси в Ханчжоу», «Проїжджаючи Янчжоу»), цикл, присвячений гетері Сяоюнь, вірші про зустрічі з друзями, спогади про друзів.
Простежуються в його творчості буддійські мотиви. Поет писав про буддійські храми, свята й обряди, їх ченців, про своє захоплення буддійськими сутрами («Вранці взяв сутру, йду, ховаючись парасолькою …», «Вчитель Ті тлумачить сутри …»).
В поезії Гун Цзичженя є й соціальні мотиви. Він викривав верхівку суспільства, засуджував бездіяльність володарів, співчував простому люду («Пісенька про паляницю», «Не міркую про сіль і залізо …»).
Був цікавим мислителем, прихильником теорії історичного хаосу. Вважав, що немає доброго чи поганого, усе повсякчас перебуває у русі, змінюється. Звідси критикував соціальну політику імперського уряду. Вважав необхідним проведення реформ, користуючись досвідом країн Європи, зокрема Франції. У його «Застереженні» (1815–1816 роки) містився заклик до імператора провести реформи, щоб запобігти кризі імперії. Його програма реформ передбачала удосконалення екзаменаційної системи для відбору кандидатів на державну службу, скасування застарілих звичаїв і церемоній. Головне зло Гун Цзичжень бачив в нерівномірному розподілі багатств і пропонував перерозподілити їх так, щоб не було ні надмірно багатих, ні надмірно бідних («Про рівномірний розподіл», 1816 рік). Він висловлювався за заборону паління опіуму, за рівні права для китайців в торгівлі з іноземцями, закликав поважати особистість людини, цінувати його гідність і талант.
Твори відрізнялися своєрідністю, витонченістю, вишуканістю прозорового стилю. Деякі його есе написані у формі прямого викриття. Серед них виділяється цикл «Трактат про мудрість і чесності». У циклі під назвою «Трактат про витяг сенсу древньої історії» використано традиційний прийом історичної аналогії. Іноді Гун Цзичжень волів форму притчі і алегорії («Записки про Павільйон хворої сливи»).